# 矢田古墳群
矢田古墳群（やたこふんぐん）は、石川県七尾市矢田町一帯に存在する古墳群。
古墳時代半ばに形成され、それまで邑知地溝帯の中央部にあった政治勢力が七尾と羽咋に分かたれたとみられるうちの一方の痕跡である。このうち七尾鹿島全域を勢力に納めていたとみられる首長の墓に、全長58メートルの前方後円墳「矢田高木森古墳」などがある。

## 古墳一覧

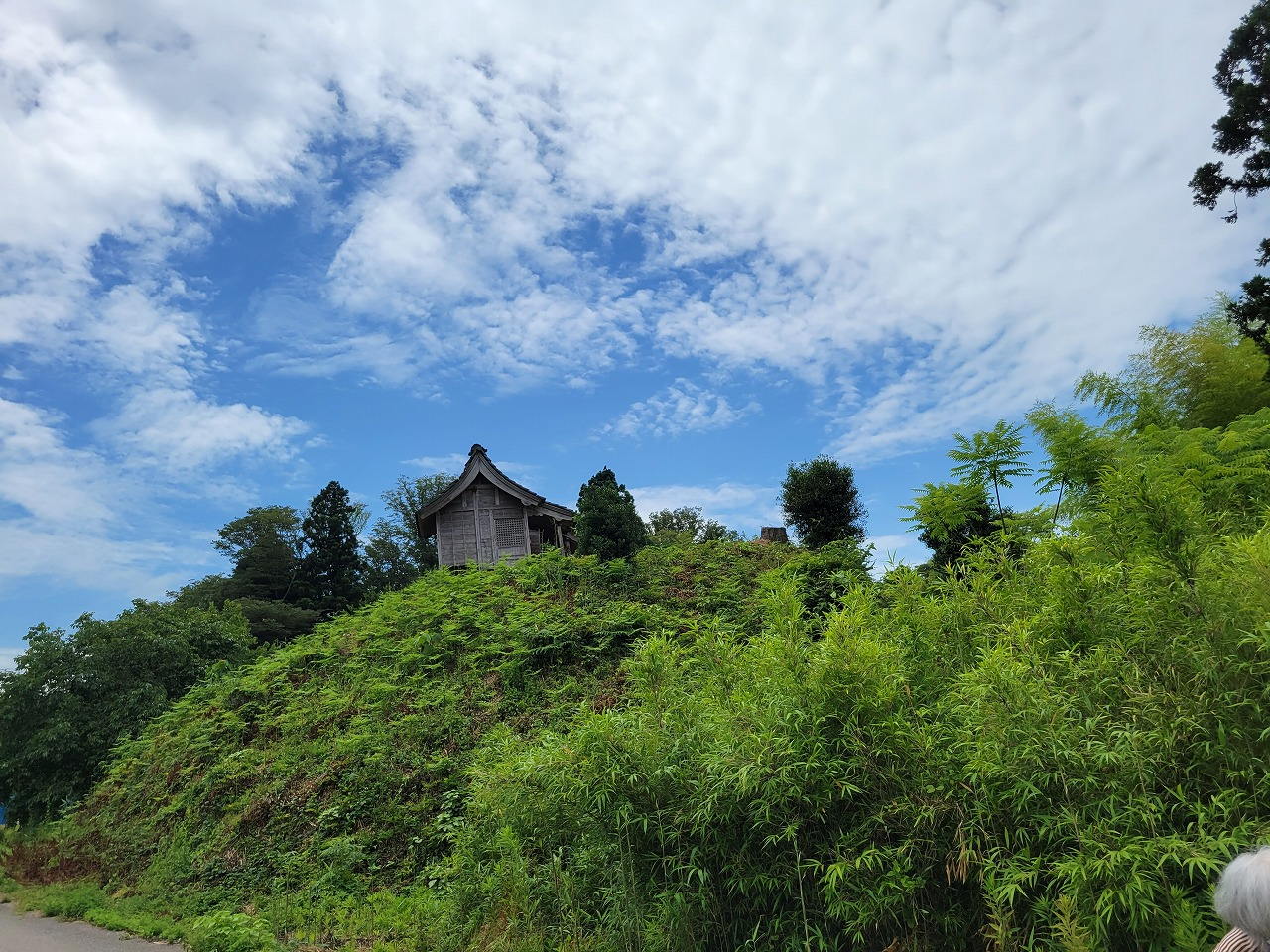
矢田丸山古墳

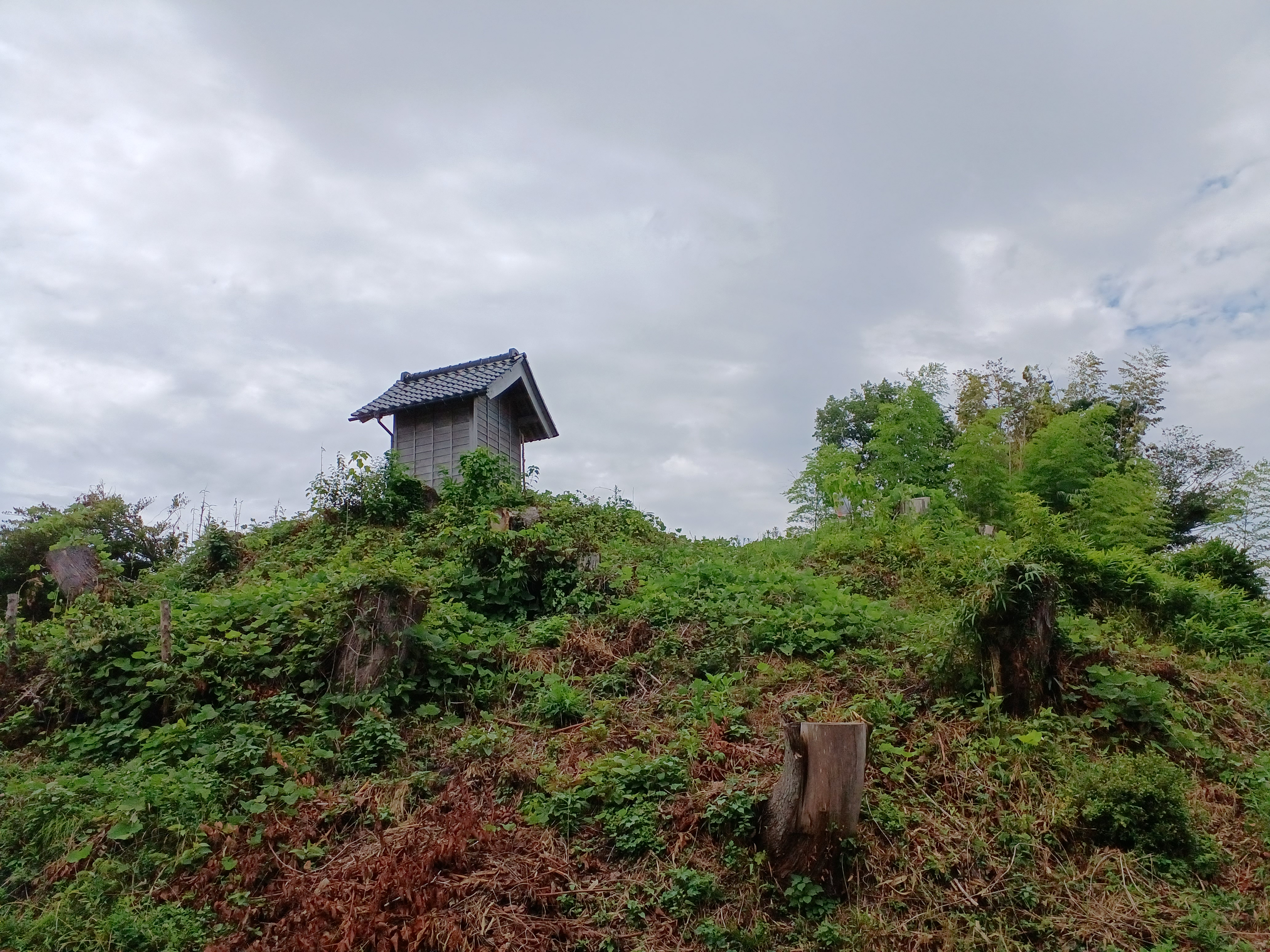
矢田高木森古墳

- 矢田丸山古墳（やたまるやまこふん） - 円墳
- 矢田天満宮古墳（やたてんまみやこふん） - 円墳
- 矢田芋塚古墳（やたいもづかこふん） - 円墳
- 矢田高塚古墳（やたたかつかこふん） - 円墳
- 矢田中瀬1号古墳（やたなかせいちごうこふん） - 円墳
- 矢田中瀬2号古墳（やたなかせにごうこふん） - 円墳
- 矢田中瀬3号古墳（やたなかせさんごうこふん） - 円墳
- 矢田中瀬4号古墳（やたなかせよんごうこふん） - 円墳
- 矢田中瀬5号古墳（やたなかせごごうこふん） - 円墳
- 矢田高木森古墳（やたたかぎもりこふん） - 前方後円墳

出典 : 『七尾歴史散歩百選 新七尾風土記』